# ヒダサンショウウオ
ヒダサンショウウオ（飛騨山椒魚、Hynobius kimurae）は、サンショウウオ科サンショウウオ属に分類される有尾類。

## 分布
日本（和歌山県を除く関東地方以西の本州）固有種

## 形態
全長8-18cm。胴体の左右側面にそれぞれ入る皺（肋条）は13本。四肢は短く体形はがっしりしていて尾は丸い。体色は紫がかった暗色で背面に黄色い斑点が入ることもある。地域により体形や体色に変異がある。
卵嚢（らんのう）はバナナ状で、先端は柄のようになりこの部分を平たい石等に付着させる。卵のうは水中では青味がかった虹色に見える。孵化直後の幼生の外鰓は大型だが、成長に伴い小型になる。幼生の四肢には黒い爪状の角質がある個体もいる。

## 生態
山地にある森林（主にブナ帯）に生息する。夜行性で、昼間は石や落ち葉の下などに隠れて休む。
食性は動物食で、昆虫類や節足動物、ミミズなどを食べる。幼生は小型の水生昆虫や甲殻類、ミミズなどを食べる。
繁殖形態は卵生で、2-5月に渓流に卵嚢に包まれた5-20個の卵を産む。卵は8週間で孵化し、幼生になる。幼生はその年の秋季か、幼生のまま越冬し翌年の夏季に変態し幼体になる。

## 人間との関係
開発による生息地の破壊や、愛好家による採集などにより生息数は減少している。